# Barrett MRAD
Barrett MRAD или Multi-Role Adaptive Design — снайперская винтовка со скользящим затвором, разработанная Barrett Firearms по требованиям SOCOM для конкурса PSR (Precision Sniper Rifle (англ.)).  Конструкция MRAD основана на базе Barrett 98B с рядом модификаций и улучшений. Винтовка Barrett MRAD в 2012 году была признана Национальной стрелковой ассоциацией (NRA) лучшей снайперской винтовкой года.

## Конструкция
После того как в декабре 2009 года командование специальных операций США (USSOCOM) объявило о своём желании создать новую Precision Sniper Rifle, компания Barrett создала MRAD в соответствии со спецификациями SOCOM. Сделанная на базе успешной Barrett 98B, MRAD получила множество улучшений, таких как складной приклад, что облегчило переноску винтовки. В сложенном состоянии приклад защелкивается вокруг рукоятки затвора, что повышает удобство переноса винтовки. Основное свойство MRAD (как требование военной заявки PSR) — это способность стрелка сменить ствол/калибр. Снятие двух винтов Torx в ствольной коробке позволяет снять ствол с передней части ресивера/цевья. Калибр легко меняется путём смены затвора и при необходимости приёмника магазина. Ствол фабрично производится облегчённым, а его замена занимает всего 2 минуты. Наряду с типичными военными патронами калибров 0,338 Lapua Magnum, 0,300 Winchester Magnum и 0,308 Winchester Barrett также предлагает популярные комплекты для переделки под патроны 0,338 и 0,300 NORMA, 7 мм Remington, .260 Remington и 6,5 мм Creedmore. Длина ствола варьируется от 432-мм до 660-мм, но не для всех калибров. Стволы бывают как рифлёные, так и утяжелённые. Спусковой крючок можно снять без инструментов, что обеспечивает лёгкую настройку и очистку. Дополнительные функции MRAD включают в себя: регулировку длины приклада и высоты подщёчника; полимерную ствольную направляющую (которая действует как пылезащитная крышка); дублированный с двух сторон переключатель режима ведения огня, как у AR-15; двусторонний приёмник магазина; возможность установки стандартных пистолетных рукояток типа M16 / AR-15. Ранние MRAD имели планку Пикатинни, которая располагалась на верхней части ресивера/цевья и имела длину 552,45-мм и наклон 30MOA. Текущие MRAD имеют планку с наклоном 20MOA. Более короткие планки Пикатинни (51-102-мм) могут быть расположены на задней/передней части вдоль цевья. MRAD предлагаются в нескольких цветах Cerakote; все стволы чёрного цвета.
Подобно винтовке M16/AR-15, верхнюю и нижнюю часть ресивера MRAD можно разделить путём выталкивания задних и передних двух штифтов. Выталкивание только заднего выталкивающего штифта позволяет верхней части ресивера наклониться на передний выталкивающий штифт, как у AR, что обеспечивает простоту обслуживания в полевых условиях.
По сравнению с другими винтовками этого класса калибра .338 Lapua Magnum MRAD обеспечивает точность стрельбы 0,5 MOA (минута дуги) на расстоянии до 1500 метров. При стандартных боеприпасах точность падает до 1 MOA.

## SOCOM PSR
Модель MRAD, которая была представлена для исследования PSR, была оснащена стволом длиной 62 см и весила 6,7 кг (без оптики).
Remington Modular Sniper Rifle была выбрана победителем конкурса PSR.

## На вооружении
- : В 2013 году винтовка MRAD была принята на вооружение израильским антитеррористическим спецподразделением ЯМАМ и подразделением SWAT в качестве снайперской винтовки дальнего радиуса действия для замен старых винтовок PGM 338.[10] После положительных отзывов от ЯМАМ MRAD принята на вооружение Армией обороны Израиля[источник не указан 66 дней].
- : в мае 2018 года было объявлено, что Barrett MRAD будет принята на вооружение в качестве замены снайперских винтовок Arctic Warfare 7,62 мм[11]; в 2019 году 42 винтовки Barrett MRAD[12] были куплены в США и переданы в войска[13].
- : Используется армейским спецназом с 2015.[14]

## Примечание
1. 1 2 3 4 5  MRAD. Barrett. Дата обращения: 17 декабря 2012. Архивировано из оригинала 28 августа 2012 года.
2. ↑  MRAD® | Barrett. Дата обращения: 2 мая 2018. Архивировано из оригинала 28 августа 2012 года.
3. 1 2 3  Langston, Jay. Barrett MRAD .338 Lapua MAG. Tactical-Life.com. Дата обращения: 18 декабря 2012. Архивировано 6 марта 2013 года.
4. ↑  Dall'au, Andre M. The Barrett Multi-Role Adaptive Design (MRAD) rifle. Tactical-Life.com. Дата обращения: 18 декабря 2012. Архивировано 27 февраля 2013 года.
5. ↑  Barrett, Angela. Barrett MRAD Receives Golden Bullseye Award for 2012 Rifle of the Year from the NRA Publication, Shooting Illustrated. Barret. Дата обращения: 18 декабря 2012. Архивировано из оригинала 26 января 2013 года.
6. ↑  Barrett product sales literature; Barrett website; MRAD Owner’s Manual and Barrett Armorer’s Course
7. ↑  Adelmann, Steve. Barrett MRAD. Shooting Illustrated (24 октября 2011). Дата обращения: 18 декабря 2012. Архивировано из оригинала 10 июня 2012 года.
8. ↑  Barrett MRAD Архивная копия от 3 мая 2018 на Wayback Machine, Shooting Illustrated.
9. ↑  Curtis, Rob. SOCOM PSR contract awarded to Remington Defense MSR. Gearscout blog. Military Times (7 марта 2013). Дата обращения: 9 марта 2013. Архивировано из оригинала 14 марта 2013 года.
10. ↑  נחשף פירוט הנשק של הימ"מ Архивная копия от 2 августа 2017 на Wayback Machine, Ynet, 2015.3.1
11. ↑  Defence Force buying two new weapons – New Zealand Defence Force – Medium. Дата обращения: 2 мая 2018. Архивировано 18 октября 2017 года.
12. ↑  NZDF soldIers trained on new Barrett rifles // "Army News" No.503 June 2019 page 5
13. ↑  New sniper rifles in action // "Army News" No.506 September 2019 page 6
14. ↑   Архивная копия от 3 июня 2016 на Wayback Machine, Presis og potent, Vi Menn, 2015